# Beethoven i els seus contemporanis

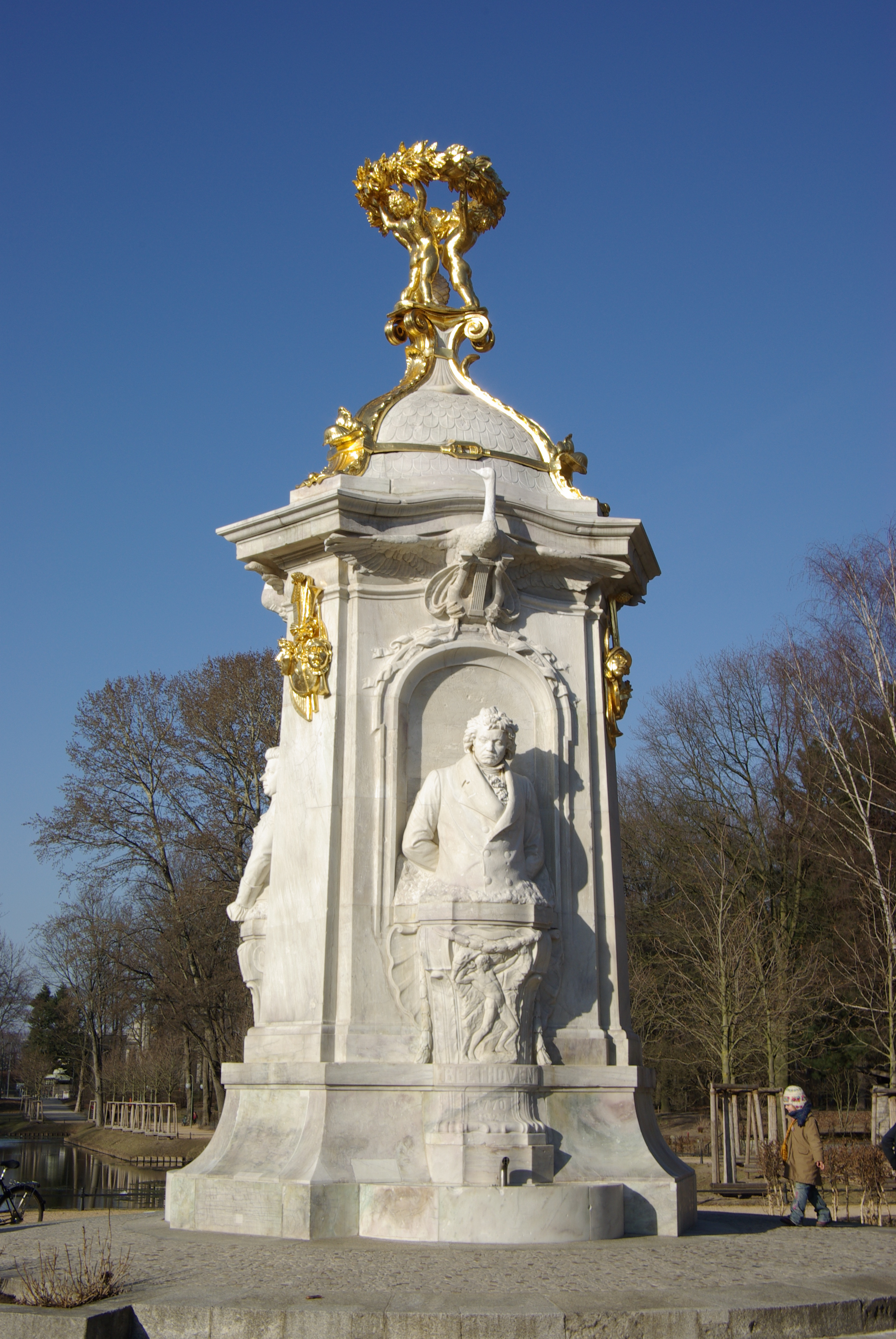
Monument a Beethoven, Mozart i Haydn a Berlín

Ludwig van Beethoven (1770-1827) tingué relacions diverses amb molts músics i artistes contemporanis. Beethoven era famós pel seu caràcter i la història de les seves relacions amb els seus contemporanis està plena de disputes, de malentesos i de reconciliacions. Per exemple, Beethoven va tenir diferències amb un dels seus mestres, Joseph Haydn, amb el virtuós pianista i compositor Johann Nepomuk Hummel, i amb el compositor alemany Carl Maria von Weber.

## Luigi Cherubini

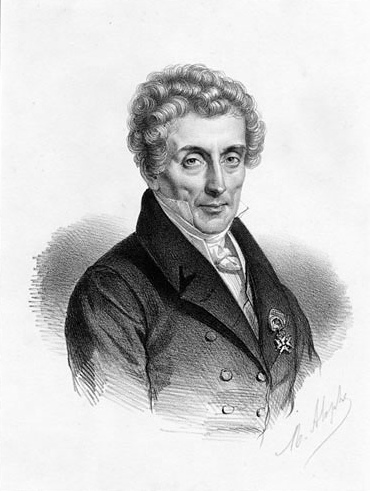
Luigi Cherubini, 1850

Beethoven va conèixer al compositor Luigi Cherubini en el seu viatge a Viena el 1805. Cherubini, que havia viscut a París, va ser convidat per muntar una producció de la seva òpera Die Tage der Gefahr (o Der Wasserträger) després de l'èxit de la seva òpera Lodoïska de 1791, que va ser presentada per Emanuel Schikaneder el 23 de març de 1803 en el Theater an der Wien. L'estada de Cherubini a Viena va ser, en general, desafortunada; però va tenir l'oportunitat de conèixer a Beethoven. Cherubini va estar present en les primeres representacions de l'òpera Fidelio de Beethoven, a la qual va reaccionar amb desdeny. També va descriure l'estil de piano de Beethoven com a "aspre", i a ell com a "un cadell d'os sense identificar". És notable, per tant, que Beethoven, que s'ofenia fàcilment, destaqués a Cherubini com el millor compositor contemporani, a part d'ell mateix.

## Johann Wolfgang von Goethe

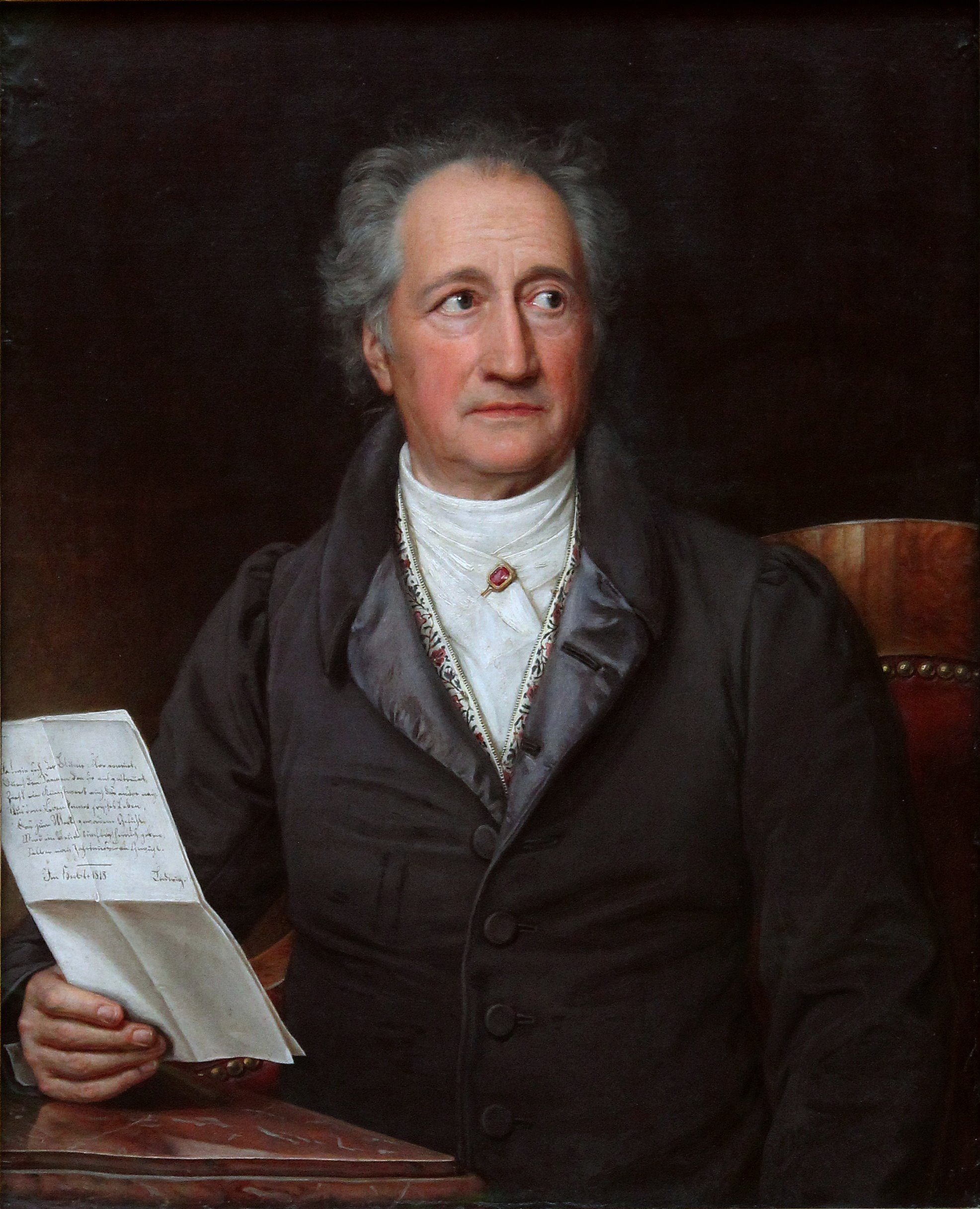
Johann Wolfgang von Goethe, 1775

Beethoven ja havia llegit i estudiat intensament les obres de Johann Wolfgang von Goethe durant la seva joventut a Bonn, molt abans de la seva primera trobada personal. Els seus primers llibrets a partir de l'obra de Goethe són de l'any 1790, aproximadament. Beethoven va informar de la composició sobre l'obra Egmont en una primera carta al poeta en la primavera de 1811 amb les següents paraules: "Només puc acostar-me a tu amb la major veneració, amb un aire inexpressable i un profund sentiment per les teves glorioses creacions". Ja havia escrit lieder sobre 18 textos de Goethe, i encara en vindrien dos més. Per tant, Goethe ocupa una posició privilegiada en les obres vocals de Beethoven. Malgrat la seva admiració per l'escriptor, Beethoven no comprenia les estretes relacions de Goethe amb els seus mecenes aristocràtics i la seva falta d'independència respecte a ells, fet que va poder constatar en les seves trobades. Per la seva banda és ben coneguda la preferència de Goethe per la música de Mozart.

## Joseph Haydn

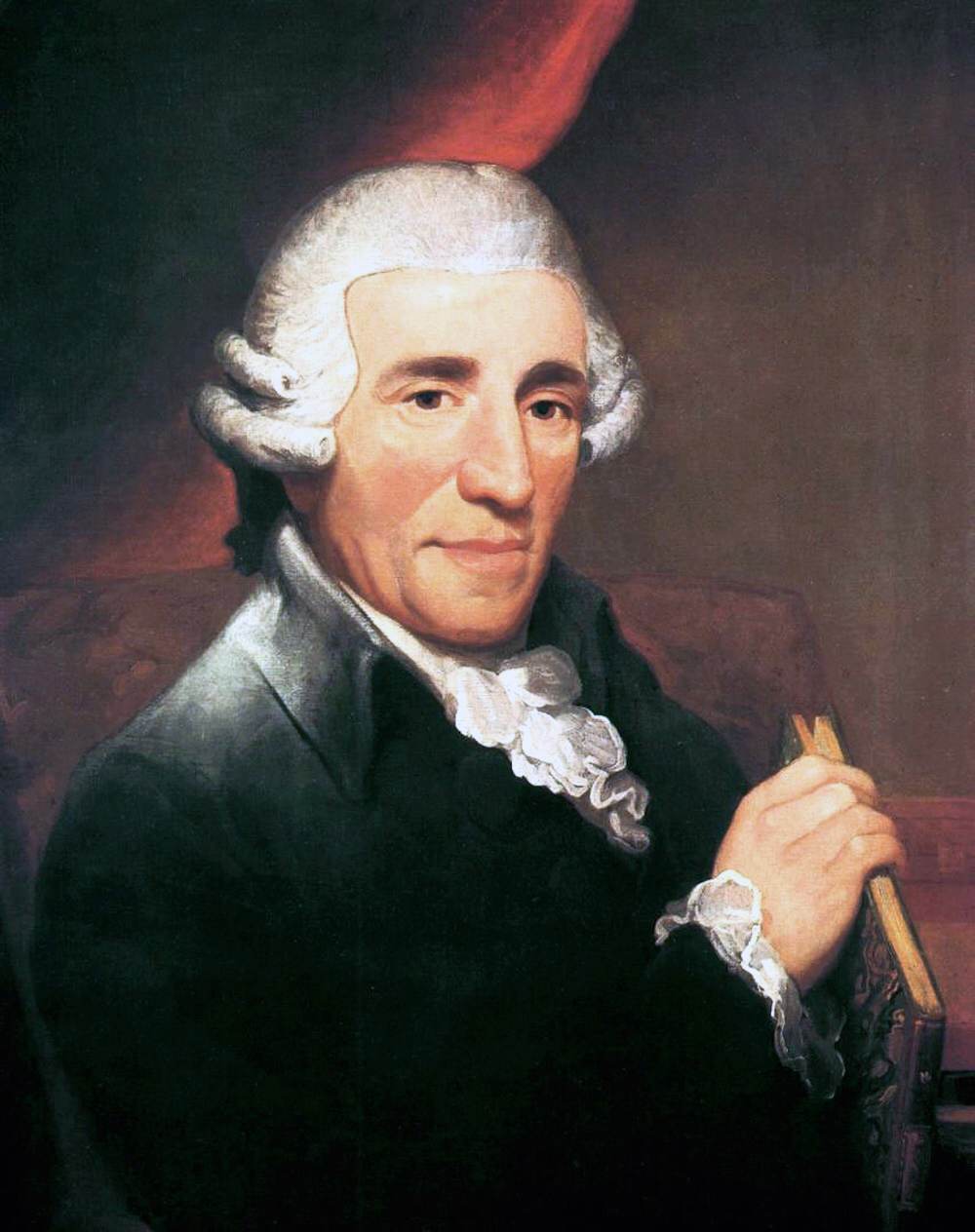
Joseph Haydn, 1791

Potser la relació més important en la joventut de Beethoven, i sens dubte la més famosa, va ser la tutela del jove pianista per part del compositor austríac Joseph Haydn. Beethoven va estudiar amb diversos compositors i mestres en el període 1792-1795 com, per exemple, amb Antonio Salieri, amb qui es va entendre molt bé, i amb Johann Georg Albrechtsberger. No obstant això, de tots els mestres de Beethoven, Haydn gaudia de la major reputació, ja que acabava de tornar del seu primer viatge reeixit a Londres. Possiblement ja en el seu primer viatge a Londres en 1790, Haydn va acordar acceptar a Beethoven com a alumne.
Hi ha evidència que Haydn va assignar els seus exercicis de composició als seus estudiants basats en el text de Fux, Gradus ad Parnassum. Durant el transcurs de l'any, no obstant això, la relació entre els dos es va deteriorar. Segons els relats contemporanis, el problema va sorgir amb la publicació de les primeres composicions de Beethoven, els portentosos Trios per a piano, Op. 1. Desitjós d'ajudar el jove compositor, Haydn va suggerir que Beethoven inclogués la frase "alumne de Haydn" sota el seu nom per aprofitar la considerable fama de Haydn. En general, hi ha moltes proves que mostren la bona voluntat de Haydn cap a Beethoven, inclòs l'interès de portar al seu alumne en el seu segon viatge a Londres, i les missives personals que Haydn va enviar al primer mecenes de Beethoven, Maximilià Francesc d'Àustria, Elector de Colònia.
Beethoven, no obstant això, mostrà rebuig cap a Haydn en diversos moments de la seva vida. Davant el suggeriment que inclogués la frase "alumne de Haydn", Beethoven es va enfadar. Segons l'informe deixat per Ferdinand Ries, "Beethoven no estava disposat a fer-ho, perquè, com va dir, encara que havia rebut algunes instruccions de Haydn, mai havia après res d'ell". Els mals sentiments produïts pels Trios Op. 1, es van combinar amb la seva primera actuació. Sembla que Haydn, present en l'audició, va recomanar la no publicació del Trio en Do menor (Op. 1, No. 3) ja que preveia que la música no tindria una bona rebuda per part del públic. Beethoven considerava el Trio en do menor com el millor dels trios i va interpretar el consell de Haydn com una mostra de la seva enveja.
Malgrat això, Beethoven i Haydn van romandre relativament com a bons amics fins a la mort de Haydn el 1809. Beethoven va assistir al concert en honor del 76è aniversari de Haydn, i es diu que "es va agenollar davant Haydn i va besar ferventment les mans i el front del seu vell mestre". La gran reputació de Haydn a Viena no permetia que Beethoven es mostrés molt crític amb Haydn. A més, Haydn també admirava les composicions de Beethoven, un fet que generalment ajudava a guanyar-se l'amistat de Beethoven. En la seva famosa biografia de Beethoven, Maynard Solomon assenyala que en els seus últims anys, "Beethoven es referia infaliblement al seu antic mestre en termes de reverència, considerant-ho com un igual a Mozart i Bach".

## Johann Nepomuk Hummel

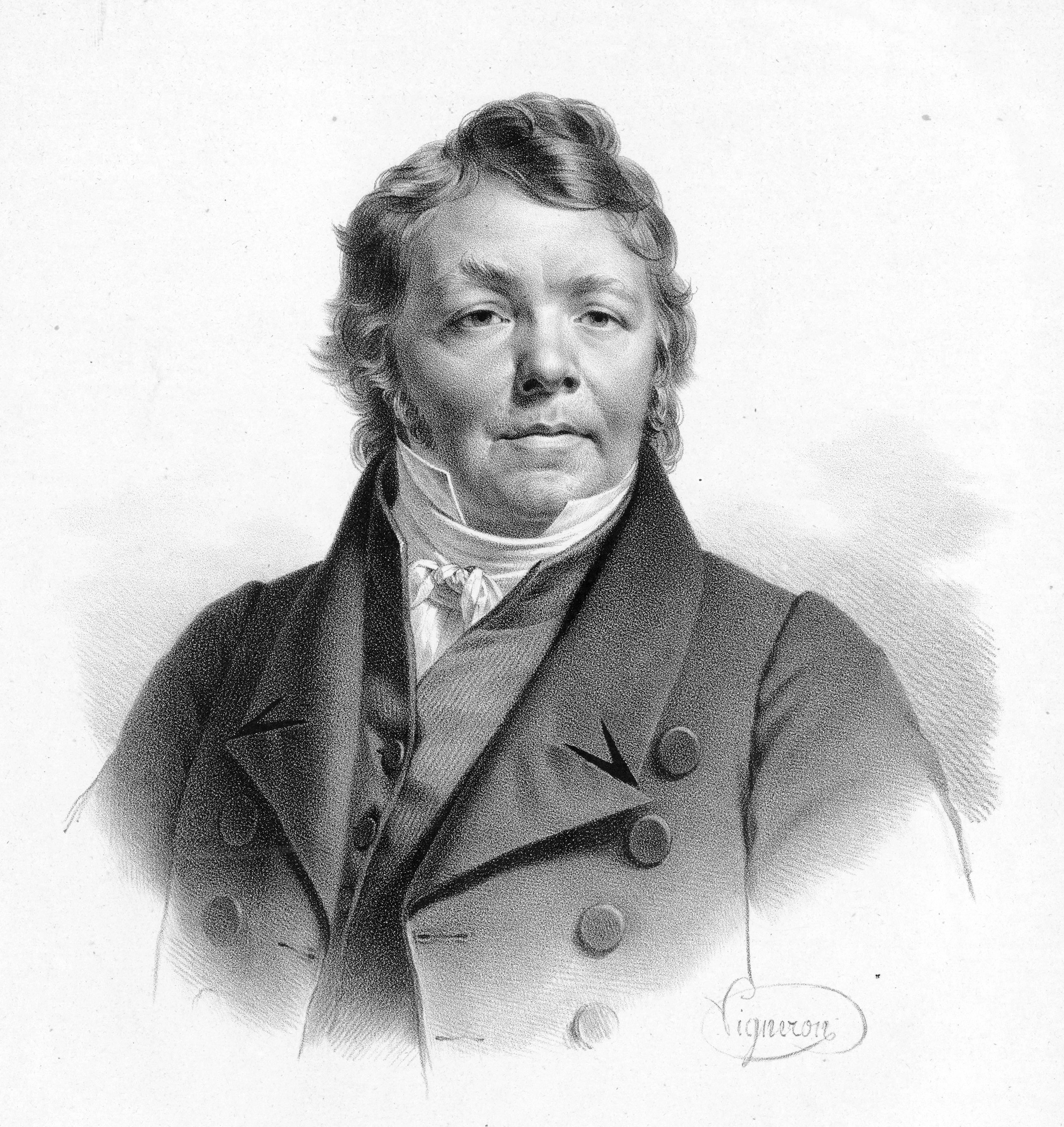
Johann Nepomuk Hummel

Johann Nepomuk Hummel, nascut el 1778, era una figura destacada del món musical de Viena. Nen prodigi i ex alumne de Mozart, Hummel va ser reconegut pel seu increïble virtuosisme en el teclat i la seva destresa llegendària en la improvisació. Al costat de Beethoven, va ser considerat com el millor intèrpret del seu temps. Durant molts anys, Hummel va gaudir d'una gran amistat amb Beethoven.
Diversos incidents, no obstant això, van deteriorar la seva relació. En un incident famós, Beethoven va ser convidat pel Príncep Nikolaus II Esterhazy a escriure una missa per a la seva esposa; era l'any 1807. Beethoven va estar d'acord i va produir la Missa en do, que es va representar en la finca del príncep en Eisenstadt. Hummel era en aquest moment el Kapellmeister del príncep, ja que havia estat nomenat successor de Haydn en la cort dels Esterhazy. L'actuació no va anar bé, i es diu que al final el príncep va fer un comentari crític a Beethoven. Segons Schindler, Hummel va riure amb les paraules del príncep, ofenent els sempre sensibles sentiments de Beethoven. Beethoven va deixar ràpidament Eisenstadt i va portar la rancúnia durant anys. No obstant això, aquest incident probablement no va provocar cap gran desavinença entre els dos músics.
Una font més probable de discòrdia entre ells era artística. Hummel era ben conegut pels seus arranjaments de teclat de les obres de Beethoven, especialment les seves simfonies. A Beethoven no li agradava l'estil d'interpretació i composició de Hummel i, segons Ignaz Moscheles, s'oposava als arranjaments de Hummel. En algun moment cap a finals de la dècada de 1810, va sorgir un gran desacord, la causa exacta del qual es desconeix; però, ben bé, podria haver-se ser una conseqüència dels arranjaments de Hummel de la música de Beethoven.
Hummel va passar la major part de la dècada de 1820 en la cort de Weimar, on era amic de Johann Wolfgang von Goethe, i no va tornar a veure a Beethoven fins a una notable reconciliació entre els dos homes en el llit de mort de Beethoven. Hummel, en assabentar-se de la greu malaltia de Beethoven, va viatjar des de Weimar a Viena per visitar al seu antic amic. D'acord amb el relat que va deixar el llavors estudiant de Hummel, Ferdinand Hiller, qui va acompanyar al seu mestre, Hummel va poder haver estat motivat per una mica més que un sentiment d'amistat. Hummel va sol·licitar la signatura de Beethoven en una petició que estava portant al Bundestag per protegir les seves composicions (i les d'altres) de la còpia il·legal. En total, Hummel va visitar a Beethoven tres vegades mentre estava en el seu llit de mort, sent l'última el 23 de març de 1827, només tres dies abans de la seva mort, i va estar present en el seu funeral.

## Franz Liszt

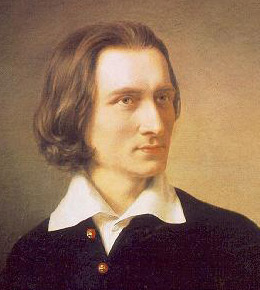
Franz Liszt

El 13 d'abril de 1823, el pianista hongarès de dotze anys Franz Liszt (1811-1886) es va presentar a Viena. Es va dir que Beethoven, de 53 anys, li va fer un petó, l'anomenat Weihekuss, o "petó de consagració", per la seva meravellosa interpretació. És poc probable que això sigui cert, ja que Beethoven estava profundament sord en aquell moment. En les memòries de la pianista Ilka Horovitz-Barnay s'informa sobre un relat més raonable del petó de Beethoven:
| « | "El moment més memorable que vaig viure amb Liszt va ser quan em va explicar la seva reunió amb Beethoven. Tenia al voltant d'onze anys", va començar, "quan el meu molt estimat professor Czerny em va presentar a Beethoven. Li havia parlat sobre mi i li havia demanat que m'escoltés tocar. Però Beethoven tenia aversió contra els nens prodigi i durant molt temps es va negar a escoltar-me. Finalment, el meu infatigable mestre Czerny el va persuadir i li va dir: "Llavors, per l'amor de Déu, porta al petit brivall". Un matí, cap a les deu, entrem en les dues petites habitacions del Schwarzspanierhaus, on vivia Beethoven. Jo estava una mica avergonyit, però Czerny em va encoratjar amablement. Beethoven estava assegut al costat de la finestra en una taula llarga i estreta. Per un moment ens va mirar amb una expressió seriosa, va dir un parell de paraules ràpides a Czerny, però va guardar silenci mentre el meu benvolgut mestre m'indicava que anés al piano. Primer vaig tocar un petit tros de Ries [Ferdinand Ries, un altre alumne de Beethoven]. Quan vaig acabar, Beethoven em va preguntar si podia tocar una fuga de Bach. Vaig triar la fuga en Do menor del Clavecí ben temprat. "Pots transportar aquesta fuga?" em va preguntar Beethoven. Afortunadament vaig poder. Després del darrer acord, vaig mirar cap amunt. Els profunds ulls brillants de Beethoven es van posar en mi, però de sobte un lleu somriure va volar sobre el seu rostre, que d'una altra manera era seriós. Es va acostar a mi i em va acariciar el cap diverses vegades amb afecte. "Bé, em sembles", va murmurar," un petit dimoni". De sobte, el meu coratge es va elevar: "Puc tocar una de les seves peces?", Li vaig preguntar amb audàcia. Beethoven va assentir amb un somriure. Vaig tocar el primer moviment del seu Concert per a piano en Do major [núm. 1]. Quan vaig acabar Beethoven va estendre els seus braços, em va besar en el front i va dir en veu baixa: "Continua endavant. Ets un dels afortunats! Serà la teva destinació portar alegria i delit a moltes persones i aquesta és la major felicitat que un pot aconseguir". Liszt m'ho va comptar amb gran emoció, la seva veu tremolava però podies sentir l'alegria divina que aquestes senzilles paraules li havien donat. Mai Liszt, com a ésser humà, em va causar tan gran impressió. L'extravagant home del món, el reverenciat artista havia desaparegut; aquest gran moment que havia experimentat en la seva infància encara ressonava en la seva ànima. Per un moment va romandre en silenci, i després va dir en veu baixa: "Aquest va ser el moment del que estic més orgullós de la meva vida, la inauguració de la meva vida com a artista. Això ho dic molt rarament, i només per a amics especials'. | » |

Aquesta història és una mica més convincent, encara que Beethoven el 1822 estava molt sord. No obstant, és possible especular que Beethoven va sentir les vibracions del piano amb les seves mans, així com observar les digitacions de Liszt. A més, en el moment en què se suposa que va succeir aquest fet, Beethoven no residia en el Schwarzspanierhaus. Però quan Liszt va explicar aquesta història estava en els seus darrers anys, i la seva memòria pot haver estat una mica ennuvolada, si la història en si mateixa no té una part de fabulació.

## Wolfgang Amadeus Mozart

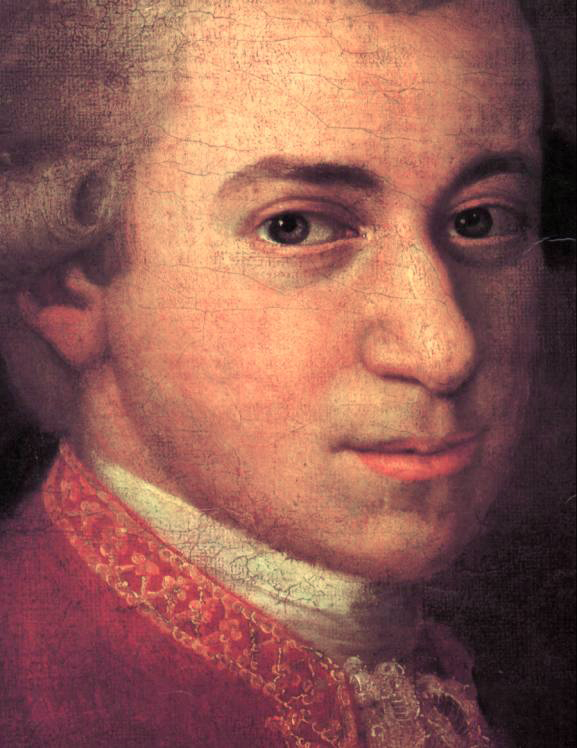
Wolfgang Amadeus Mozart, 1780-81

Wolfgang Amadeus Mozart (1756-1791) ja era un consumat i reconegut compositor a Viena quan Beethoven, amb 16 anys, va visitar per primera vegada la ciutat el 1787. Els dos es deurien conèixer durant l'estada de sis mesos de Beethoven, encara que no hi ha documents que indiquin cap trobada. Segons un relat de l'escriptor Otto Jahn, Beethoven va visitar Mozart i va tocar per a ell. Probablement, Beethoven també podria haver rebut classes de Mozart. Però Maynard Solomon, que ha escrit biografies investigant sobre Mozart i Beethoven, no esmenta la història de Jahn. En lloc d'això, ofereix una possibilitat més controvertida: que Mozart podria haver fet una prova a Beethoven i, a continuació, el va rebutjar com a alumne:
| « | "Beethoven a Bonn s'està preparant per a ser el successor de Mozart; [un grup d'influents nobles] el va enviar a Viena... per avançar en aquest propòsit. No obstant, Beethoven, amb 16 anys, encara no estava preparat per viure sol. A instàncies del seu pare, el jove virtuós va abandonar Viena després de només unes setmanes i va tornar a casa en un estat de descoratjament per l'estat de salut de la seva mare, i potser més pel rebuig de Mozart, que estava més preocupat en els seus propis assumptes, incloent la seva situació financera i no va poder considerar seriosament la possibilitat de rebre un altre alumne, encara que aquest tingués un gran talent i estigués recolzat per eminents patrons. | » |

Solomon passa a enumerar altres assumptes que ocupaven tot el temps de Mozart: la defunció imminent del seu pare, una visita a Praga, l'inici dels treballs sobre el Don Giovanni i la composició de "una gran quantitat d'obres". A més, en aquell moment, Mozart ja tenia un alumne de nou anys que vivia a casa seva: Johann Nepomuk Hummel.
Malgrat la incertesa sobre aquesta possible trobada, Beethoven era coneixedor de l'obra de Mozart i estava molt influenciat per ell. Per exemple, el tercer moviment de la Simfonia múm. 5 de Beethoven té un tema d'obertura molt similar al de la Simfonia núm. 40 de Mozart. Beethoven va escriure cadències (WoO 58) per al primer i el tercer moviment del Concert per a piano en re menor de Mozart. D'altra banda, encara que resulta evident la influència de Mozart en les primeres composicions de Beethoven, especialment en les seves primeres sonates per a piano i el segon concert del mateix instrument, de seguida s'aprecia la decisió d'innovar de Beethoven per construir les bases d'un estil musical nou, i apartant-se de la influència dels mecenes, que ell percep com a nefasta per a la seva independència creativa.

## Gioachino Rossini

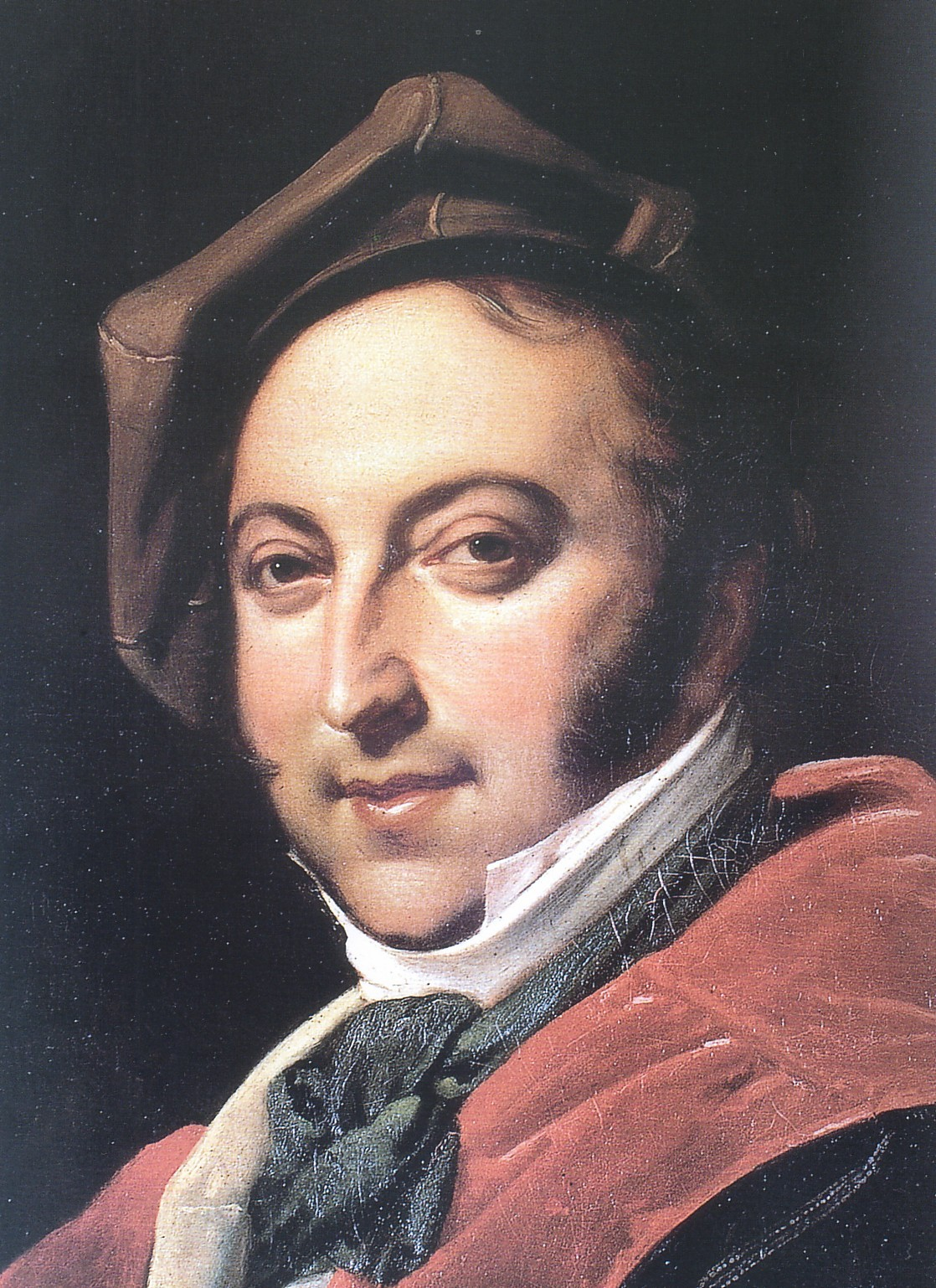
Gioachino Rossini

Gioachino Rossini (1792-1868) va ser un compositor italià conegut per les seves nombroses òperes, incloent El barber de Sevilla i Guillem Tell. Quan Rossini va visitar Viena, va fer diversos intents per conèixer a Beethoven, que tenia 51 anys i tenia problemes de salut. Finalment, Rossini va poder organitzar una reunió amb Beethoven amb l'ajuda de Giuseppe Carpani, un poeta italià que vivia a Viena. Segons diverses versions, Beethoven va reconèixer Rossini i el va felicitar pel seu Barber de Sevilla, i va agregar que mai hauria d'escriure una altra cosa que no fos òpera buffa (òperes còmiques), ja que això seria contrari a la seva naturalesa. Quan Carpani li va recordar a Beethoven que Rossini ja havia compost diverses òperes serioses, es diu que Beethoven va dir: "Sí, les vaig veure. L'òpera seriosa és inadequada per als italians. No saben combregar amb el drama real".
Cal tenir en compte que Beethoven sempre menyspreava les modes musicals i el gust majoritari i, en aquest moment Rossini representava les dues coses. A més, residia a Viena que era l'altre centre musical europeu en aquell temps, en el qual tenia seguidors notables com Berlioz.

## Franz Schubert

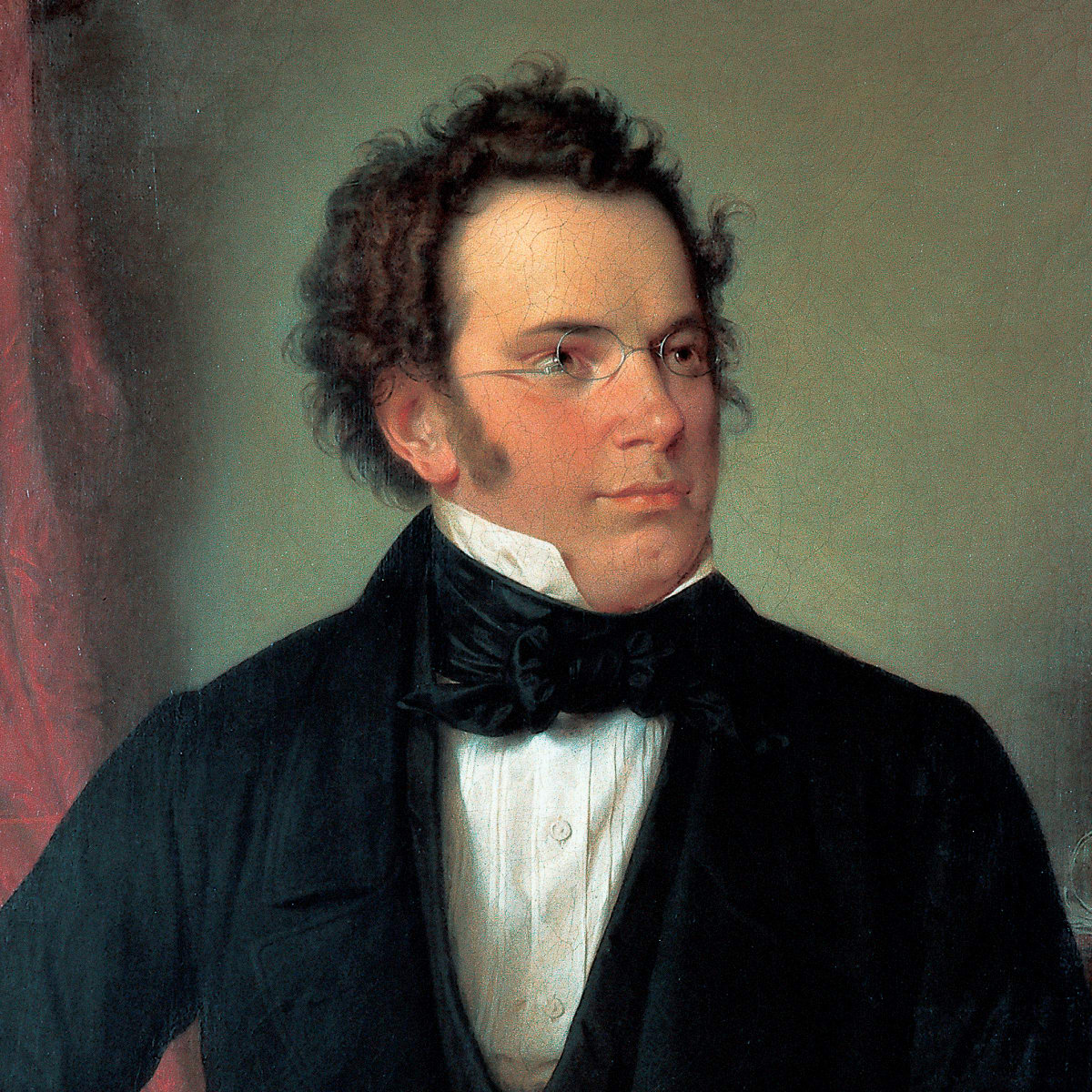
Franz Schubert, 1825

Franz Schubert (1797-1828) va viure la major part de la seva curta vida a Viena, durant l'apogeu de la popularitat de Beethoven. Va estar en contacte amb la música de Beethoven des d'una edat primerenca, i diverses de les seves obres contenen semblances temàtiques amb obres de Beethoven. Encara que tant Schubert com Beethoven residien a la mateixa ciutat, i Schubert tenia a Beethoven en la més alta estima, es van moure en diferents cercles socials. La seva primera reunió va ser probablement el 1822, quan Schubert, acompanyat per l'editor Anton Diabelli, va visitar Beethoven. Schubert havia dedicat un conjunt de Variacions d'una cançó francesa (Op. 10, D.624) a Beethoven, i volia presentar al destinatari una còpia. Schubert aparentment estava nerviós durant l'entrevista, i gairebé va perdre els nervis quan Beethoven va indicar un petit problema en l'obra. Aquesta història és explicada per Anton Schindler, i és d'una autenticitat desconeguda, ja que se sap que Schindler és un biògraf de Beethoven poc fiable. L'amic de Schubert, Josef Hüttenbrenner, afirma que Beethoven no estava a casa quan va anar-hi Schubert, i les variacions es van deixar al personal de la casa. No obstant això, Johann Friedrich Rochlitz, l'editor de l'Allgemeine Musikalische Zeitung, relata una reunió seva amb Schubert, el 1822, en la qual Schubert afirma haver parlat de Rochlitz amb Beethoven, i va descriure altres detalls d'una reunió.
Quan Beethoven estava en el seu llit de mort el 1827, Schindler, per donar-li algunes distraccions a Beethoven, li va donar manuscrits de diverses cançons de Schubert. Beethoven estava, segons Schindler, sorprès per la quantitat i qualitat del que va veure, afirmant que "veritablement en Schubert existeix l'espurna divina". Schubert visitaria a Beethoven en el seu llit de mort més d'una vegada. En una visita, quan Schubert va fer amb Anselm Hüttenbrenner, Beethoven va comentar: "Anselm, al meu entendre, Franz té la meva ànima". Schubert participaria com a portador de la torxa en el funeral de Beethoven.

## Johann Sedlazek

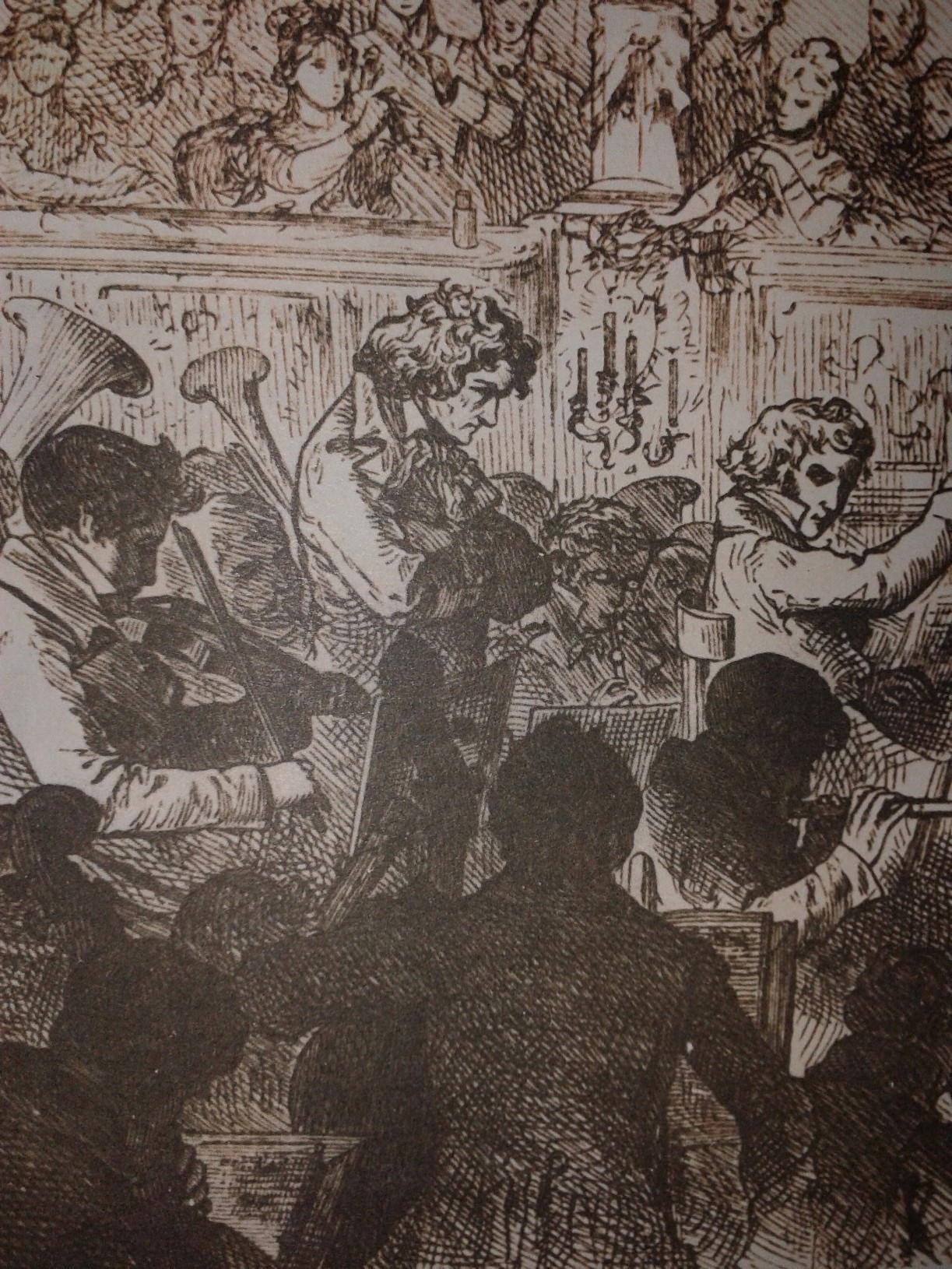
Primera interpretació de Beethoven, de la Novena Simfonia. Johann Sedlatzek és el principal flautista.

Johann Sedlazek (1789-1866) va ser un virtuós de la flauta del segle xix nascut a la ciutat d'Oberglogau (Silèsia), actualment Glogowek, Polònia, que va passar la major part de la seva vida actuant a Viena i Londres. Beethoven es va trobar per primera vegada amb Sedlatzek durant la seva visita a Silèsia el 1806; va succeir al Castell del Comte Franz von Oppersdorff, on Sedlatzek tocava en l'Orquestra Reial de la Cort (Royal Court Orchestra).
Se sabia que el comte era un gran mecenes de la música que no només va encarregar la Simfonia núm. 4 de Beethoven, dedicada a ell, sinó que també va descobrir el talent de Johann Sedlatzek mentre el noi treballava en el negoci familiar com a sastre, tocant la flauta com un hobby. Oppersdorff va contractar al jove sastre/músic per tocar en la seva orquestra de la cort, la qual cosa li va permetre a Johann presentar-se en Beethoven durant l'estada del mestre a Silèsia la tardor de 1806. La presentació de Sedlatzek a Beethoven en aquest moment va marcar el començament d'una associació musical que perduraria durant els últims anys de la vida de Beethoven.
Johann Sedlatzek va ser el principal flautista en el Kärntnertortheater a Viena, durant l'estrena mundial de la Simfonia Núm. 9 de Beethoven, el 7 de maig de 1824, sota la direcció del mateix Beethoven. Sedlatzek va ser també un dels intèrprets dels darrers quartets de corda.
Com ho testifica el director anglès Sir George Thomas Smart, que va visitar la casa de Beethoven a Viena el 1825, Sedlatzek era membre del cercle íntim de Beethoven, que incloïa, segons les cartes de Sir Smart, a músics notables com Czerny, Lincke, Schlesinger i Schuppanzigh.
Pel que sembla, Beethoven tenia en gran estima el mestratge musical de Sedlatzek, com ho demostren les cartes personals de recomanació que Sedlatzek va portar amb si durant la seva gira com a solista per París el 1826. En una carta dirigida al violinista i compositor francès Rudolph Kreutzer (1766-1831), Beethoven va descriure Sedlatzek com "... un artista molt distingit". En una carta presentada a Luigi Cherubini (1760-1842), el compositor italià que va viure la major part de la seva vida a França, Beethoven va dir: "Estic convençut de la seva estima com a artista digne del meu nom, i l'esperança d'una favorable benvinguda de vostè. Accepti-ho amb la més alta seguretat ...".
La visita de Beethoven a Silèsia el 1806 és el motiu pel qual se celebra anualment el Festival de Música de Beethoven de Silèsia, que es fa cada tardor a Glogowek, Polònia. L'edició de 2012 del Festival va presentar diverses composicions de Johann Sedlatzek que es van perdre durant gairebé 200 anys fins que van ser descobertes en els arxius de Londres en la primavera de 2012. Aquestes obres anteriorment perdudes es van interpretar per primera vegada des del segle xix el 6 d'octubre de 2012 per la flautista Elzbieta Wolenska i la pianista Elzbieta Zawadzka, per honrar al mentor i contemporani de Sedlatzek, Ludwig van Beethoven, a la ciutat de la seva primera trobada.